# 1907 en Hongrie
Cet article présente les faits marquants de l’année 1907 en Hongrie.

## Décès
- 15 août : Joseph Joachim, violoniste hongrois (° 28 juin 1831).